# 哈奇 (犹他州)
哈奇（英文：Hatch），是美国犹他州加菲尔德县下属的一座城市。建市于 1872年，面积大约为0.48平方英里（1.2平方公里），海拔约为6,919英尺（2,109米）。根据2010年美国人口普查，该市有人口133人。